# Derniers honneurs rendus aux comtes d'Egmont et de Hornes
 (août 2022).
Si vous disposez d'ouvrages ou d'articles de référence ou si vous connaissez des sites web de qualité traitant du thème abordé ici, merci de compléter l'article en donnant les références utiles à sa vérifiabilité et en les liant à la section « Notes et références ».
Derniers honneurs rendus aux comtes d'Egmont et de Hornes est un tableau peint par Louis Gallait en 1851.

## Description
Il est conservé au musée des beaux-arts de Tournai.

## Commentaire

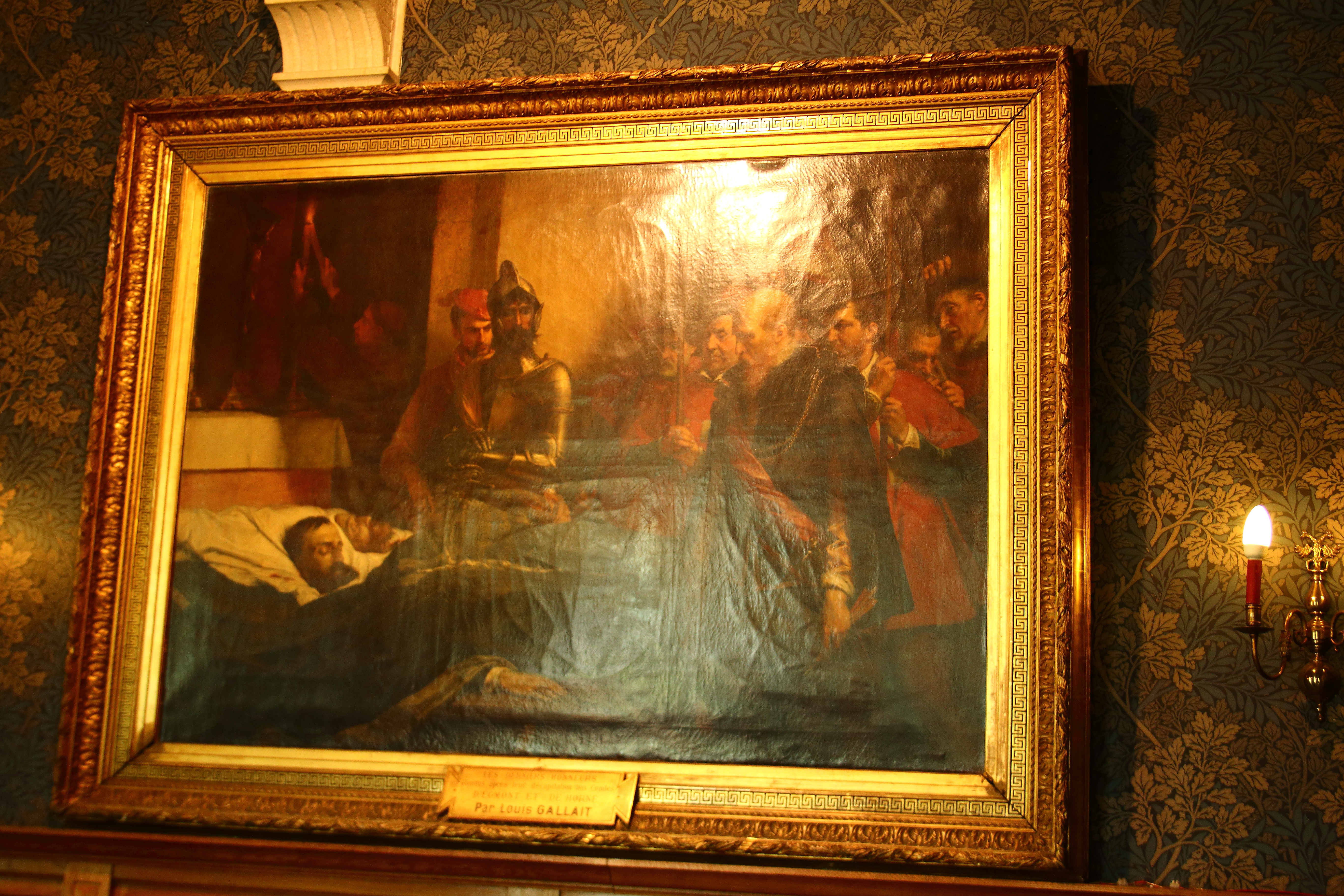
Une autre copie se trouve à l'hôtel de ville de Zottegem

Une réplique de taille réduite est conservée au Musée de Brooklyn (États-Unis). Elle est est prêtée en 2014 au musée des beaux-arts de Lyon dans le cadre de l'exposition L'invention du Passé. Histoires de cœur et d'épée 1802-1850. Une autre version se trouve à l'hôtel de ville de Zottegem.